# Anton van de Velde
Anton Gerard Jozef van de Velde (Antwerpen 8 juli 1895 - Schilde 21 juni 1983) was een Vlaams toneelschrijver, schrijver, dramaturg en regisseur. Hij wordt gezien als de voornaamste vertegenwoordiger van het Vlaams katholiek getinte expressionisme.

## Levensloop
Van De Velde was actief in verschillende genres, met name op het toneel als schrijver en regisseur. Hij leidde tussen 1929 en 1932 het Vlaamsche Volkstooneel en werkte als redactiesecretaris van de Toneelgids. Ook was Van De Velde in de jaren 50 en 60 een van de huisregisseurs van de Koninklijke Vlaamse Opera.
Tevens schreef hij jeugdboeken en andere literatuur. Zo schreef hij een driedelige serie over het leven van Joost van den Vondel. Diverse werken van Van De Velde zijn vertaald naar het Duits, Frans en Noors. Zelf heeft hij ook diverse werken vertaald.
Van de Velde was de regisseur van het massaspektakel 'Heilig-Bloedspel' in Brugge, een werk van de redemptorist Jozef Boon, met muziek gecomponeerd door Arthur Meulemans. Het werk werd op de Grote Markt van Brugge uitgevoerd in 1938, 1939, 1947, 1962.
De artistieke genen werden doorgegeven aan zijn zoon Cis Van de Velde architect, schilder en graficus.

## Werken
- Christoffel (1924)
- De zonderlinge gast (1924)
- Tijl (1925)
- Lotje (1926)
- De vloek (1929)
- Halewijn (1929)
- Tijl II (1930)
- Faust Junior (1932)
- Radeske (1932)
- Radijs (1933)
- Het hart vecht (1936)
- Hans Worst (1939)
- Het eeuwige masker (1940)
- Peter zoekt het geluk (1940)
- Schep vreugde in 't leven (1941)
- De rechtvaerdige trou (1945)
- De rechtvaerdige trou (eerste boek) (1945)
- De rechtvaerdige trou (tweede boek) (1945)
- God en de wormen (1947)
- Met permissie (1952)

## Oom Toon
Oom Toon. Waar Gebeurd is een toneelstuk geschreven en geregisseerd door Rieks Swarte, uitgevoerd door de Koninklijke Vlaamse Schouwburg. Rieks Swarte is een achterneef van Anton van de Velde en het toneelstuk draait om een briefwisseling tussen schoonbroer Jos de Klerk en Anton van de Velde. Ook het toneelstuk Tijl, een gemoderniseerde versie van Tijl Uilenspiegel, en de ontwikkeling van het Vlaamse theater komen aan bod. Willy Thomas speelt de rol van Oom Toon.